# يانيكي إنسينغ
يانيكي إنسينغ (بالهولندية: Janneke Ensing)‏ (و. 1986  م) هي متزلجة، ودراجة هولندية.

## سجل الفوز

### سباقات أو مراحل فاز بها
| التاريخ        | السباق                                   | المركز                  |
| -------------- | ---------------------------------------- | ----------------------- |
| 17 يوليو 2011  | Dwars door de Westhoek 2011              | الثاني في التصنيف العام |
| 30 مارس 2014   | غنت-وفلجم للسيدات 2014                   |                         |
| 08 مارس 2015   | أوملوب فان هيت هاجيلاند 2015             | الخامس في التصنيف العام |
| 29 مارس 2015   | غنت-وفلجم للسيدات 2015                   |                         |
| 16 مايو 2015   | 2015 Trofee Maarten Wynants              | الثامن في التصنيف العام |
| 07 يونيو 2015  | Auensteiner-Radsporttage 2015            | الرابع في التصنيف العام |
| 19 يونيو 2016  | طواف السيدات 2016                        | الثامن في تصنيف الجبال  |
| 24 يونيو 2016  | سباق الطريق للسيدات في بطولة هولندا 2016 |                         |
| 14 أغسطس 2016  | 2016 La Route de France                  | الخامس في التصنيف العام |
| 17 يناير 2017  | طواف سانتوس للسيدات 2017                 |                         |
| 01 مارس 2017   | لي سامين ديس دامس 2017                   | التاسع في التصنيف العام |
| 20 أغسطس 2017  | طواف النرويج للسيدات 2017                | الأول في تصنيف الجبال   |
| 27 فبراير 2018 | لي سامين ديس دامس 2018                   | الفائز في التصنيف العام |

## روابط خارجية
- يانيكي إنسينغ على موقع الاتحاد الدولي للدراجات (الإنجليزية)
- يانيكي إنسينغ على موقع أرشيف الدراجات (الإنجليزية)
- يانيكي إنسينغ على موقع إحصائيات الدراجات الإحترافية (الإنجليزية)
- يانيكي إنسينغ على موقع نسبة الدراجات (الإنجليزية)
- يانيكي إنسينغ على موقع SpeedSkatingBase.eu (الإنجليزية)
- يانيكي إنسينغ على موقع SpeedSkatingNews.info (الإنجليزية)
- يانيكي إنسينغ على موقع SpeedSkatingStats.com (الإنجليزية)